# Listrocheiritium cervinum
Listrocheiritium cervinum är en mångfotingart som beskrevs av Karl Wilhelm Verhoeff 1925. Listrocheiritium cervinum ingår i släktet Listrocheiritium och familjen knöldubbelfotingar. Inga underarter finns listade i Catalogue of Life.